# Rigão
Rigão (em latim: Riggo) foi um oficial bizantino do século VI, ativo durante o reinado do rei Tótila (r. 541–552). Era um dos espatário dos rei. Em 542, quando Tótila invadiu a Campânia, disfarçou-se de Tótila e foi enviado pelo rei para Bento de Núrsia em Monte Cassino para testar os poderes proféticos de santo. Dentre os eventos professados por Bento estavam o Saque de Roma em dezembro de 546. É possível que Rigão seja o espatário de nome desconhecido de Tótila que foi citado em Nárnia em 544/546, quando o bispo Cássio curou-o de possessão demoníaca.